# Korupodendron songweanum
Korupodendron songweanum är en tvåhjärtbladig växtart som beskrevs av Litt och Cheek. Korupodendron songweanum ingår i släktet Korupodendron och familjen Vochysiaceae. Inga underarter finns listade i Catalogue of Life.